# Tinoderus
Tinoderus is een geslacht van kevers uit de familie van de loopkevers (Carabidae). De wetenschappelijke naam van het geslacht is voor het eerst geldig gepubliceerd in 1879 door Chaudoir.

## Soorten
Het geslacht Tinoderus is monotypisch en omvat slechts de volgende soort:
- Tinoderus singularis Bates, 1873